# Siewert Öholm
Henrik Siewert Natanael Öholm, född 7 augusti 1939 i Husby socken i Kopparbergs län, död 25 januari 2017 i Växjö, var en svensk journalist, TV-personlighet och debattör.

## Yrkesliv
Öholm utbildade sig till folkskollärare och var verksam som sådan i Jönköping 1962–1966 och i Dorotea 1966–1971. År 1971 kom han till Sveriges Radio och övergick snart till TV-produktion, bland annat för det populära allsångsprogrammet Hela kyrkan sjunger 1973–1983. Han var därefter programledare för bland annat Kvällsöppet, Nattcafé och Svar direkt i Sveriges Television, där han blev känd för sin rapphet som debattledare. En av de mer berömda debatterna inträffade 1984 och gällde hårdrock, som beskyllts för satanism.
2006–2007 var Öholm chef för den Oslobaserade kristna TV-kanalen Värdekanalen, men sade upp sig efter att TV-kanalen hotats med nedläggning på grund av obetalda skulder. Öholm var sedan redaktör för tidningen Världen idags näringslivsbilaga men slutade i protest mot förändringar i tidningens ledning. 2015 blev Siewert Öholm ledamot i styrelsen för den nystartade kristna webbkanalen TV2020 AB.
Sedan 2002 frilansade han som journalist och debattör, bland annat som kolumnist för den kristna tidningen Dagen.
Han kritiserade Jonas Gardells och Mark Levengoods ledande av Melodifestivalen 2003, bland annat genom att anklaga Sveriges Television för att göra Melodifestivalen till en manifestation för homosexualitet. Han fick senare själv kritik i media för sina uttalanden. Öholm gjorde sig känd för moralkonservativa värderingar, exempelvis i kritik mot abort och samkönade äktenskap, samt för sitt stöd till landet Israel.

## Privatliv
Öholm var son till baptistpastorn Erik Öholm (1893–1965) och Astrid Gustafsson (1901–1977). Hans bror var skolledaren Sören Öholm.
Han gifte sig första gången 1962 med läraren Ann-Britt Larsson (1941–2004), dotter till köpmannen Sven Larsson och Kerstin Nilsson. De fick fyra söner, varav en är den moderata politikern och riksdagsledamoten Oskar Öholm. Öholms första hustru Ann-Britt Öholm blev senare VD och avled av bröstcancer. Han gifte 2007 om sig med Gitten Bolin Öholm (född 1962).
Han var sist bosatt i Öjaby i Växjö och avled 2017 av levercancer på Växjö lasarett. Öholm är begravd på Skogskyrkogården i Stockholm.